# Peter Cruddas
Peter Andrew Cruddas, baron Cruddas (né le 30 septembre 1953) est un banquier, homme d'affaires et philanthrope anglais,. Il est le fondateur de la société de commerce en ligne CMC Markets. Dans la Sunday Times Rich List 2007, il est nommé l'homme le plus riche de la City de Londres, avec une fortune estimée à 860 £. millions . En mars 2012, Forbes estime sa fortune à 1,3 milliard de dollars .

## Jeunesse
Fils d'un père qui travaille au Smithfield Market, Cruddas a un frère aîné John et un frère jumeau Stephen, tous deux devenus chauffeurs de taxi,. Nés dans l'arrondissement métropolitain de Hackney, les garçons vivent d'abord dans le domaine de Bracklyn Court, avant de déménager à Vince Court lorsque les jumeaux ont six ans.

## Carrière
Il quitte Shoreditch Comprehensive sans qualification, à l'âge de 15 ans, et obtient un emploi d'opérateur télex pour Western Union dans la City de Londres. Après avoir été licencié, il travaille dans les salles de marché des devises étrangères de diverses banques, dont la Banque d'Iran et Marine Midland.
En 1989, Cruddas est le principal négociant en devises de la succursale de la ville de Londres de la Petra Bank basée en Jordanie. Il part la même année pour créer sa propre entreprise, en lançant CMC Markets avec 10 000 £ en banque. CMC Markets est évalué entre 750 £ million et £ 1,2 milliard.

## Philanthropie
Cruddas annonce son intention de donner 100 £ millions pour permettre à des enfants issus d'un milieu comme le sien de réussir. Pour y parvenir, il crée en 2006 la Peter Cruddas Foundation, présidée par l'ancien ministre conservateur David Young.
Cruddas est le plus grand donateur individuel du Prix international du duc d'Édimbourg, membre du conseil d'administration du Prince's Trust et fait un don à l'hôpital Great Ormond Street.
Cruddas soutient le Royal Opera House et le Royal Ballet et, après être devenu membre du Chairman's Circle, est invité en mars 2012 à devenir administrateur et à rejoindre le conseil d'administration du Royal Opera House.

## Politique
Au total, on pense que Cruddas fait un don de plus de 350 000 £ au Parti conservateur. Le 31 juillet 2013, dans l'émission Newsnight de la BBC, il déclare avoir fait un don de plus de 1 000 000 £. Il fait un don de 100 000 £ au dernier trimestre de 2010 et de 50 000 £ au cours de la première semaine de la campagne électorale générale de 2010.
Cruddas est nommé co-trésorier du Parti conservateur en juin 2011 aux côtés de Lord Fink, le principal collecteur de fonds du parti, en remplacement du milliardaire magnat de l'immobilier David Rowland.
En mars 2012, il est allégué par le Sunday Times qu'il a offert l'accès au Premier ministre David Cameron et au chancelier George Osborne. Le Sunday Times a secrètement filmé Cruddas en train de discuter du niveau d'accès auquel des dons de différentes tailles conduisaient: "200 000 £ à 250 000 £, c'est la Premier League - les choses s'ouvriront pour vous - vous pouvez lui poser pratiquement toutes les questions que vous voulez.",. Cruddas démissionne le même jour.
Les journalistes infiltrés ont été présentés à Cruddas par Sarah Southern, une lobbyiste qui est l'ancienne assistante de David Cameron. Les journalistes infiltrés se sont fait passer pour des financiers étrangers et ont affirmé que leurs clients avaient l'intention d'acheter des actifs gouvernementaux en difficulté et voulaient établir des liens politiques.
En juillet 2012, le blog ConservativeHome rapporte que Cruddas poursuit le Sunday Times pour diffamation pour sa couverture sur lui. En juin 2013, la Haute Cour statue en sa faveur et estime que les articles du Sunday Times sont diffamatoires. Il reçoit 180 000 £ de dommages et intérêts le 31 juillet. Cependant, en mars 2015, les trois juges d'une cour d'appel décident que l'allégation centrale de l'article du Sunday Times - selon laquelle Crudas a offert "de l'argent pour accéder" à des donateurs potentiels - est étayée par des preuves, alors qu'ils ont également statué qu'une série des allégations d'accompagnement faites dans le même article du Sunday Times étaient toujours fausses et diffamatoires. En conséquence, ils réduisent les dommages-intérêts pour diffamation du Sunday Times de 180 000 £ à 50 000 £ et ordonnent à Cruddas de rembourser 130 000 £ de ses 180 000 £ de gains en diffamation,.
En juin 2019, SkyNews rapporte que Cruddas a remis 50 000 £ à la campagne à la direction des conservateurs de Boris Johnson.
En 2020, Cruddas est nommé par le chef du Parti conservateur et Premier ministre Boris Johnson pour une pairie. La Commission des nominations de la Chambre des Lords indique qu'elle ne peut pas soutenir sa nomination. Johnson décide néanmoins que la procédure devait se poursuivre, devenant le premier Premier ministre à passer outre un avis de la Commission,. Il est révélé plus tard que peu de temps après avoir été élevé au rang de Lord, Cruddas a fait un don important au Parti conservateur.

## Vie privée
Cruddas a quatre enfants, deux de chaque mariage.
Cruddas réside à Monaco pendant une période jusqu'en mars 2009, faisant quotidiennement la navette entre un appartement de l'avenue de Spélugues et l'aéroport de London City. Dans une interview début 2011, il déclare qu'il a : « Un appartement de 10 millions de livres sterling à Monaco, une maison de 5 millions de livres sterling dans le Hertfordshire, une maison à Antibes, un yacht et un jet privé,.
En 2016, Cruddas et sa femme Fiona payent £ 42 millions en espèces pour Balfour House, un manoir victorien de sept étages près de Park Lane à Londres Mayfair, autrefois propriété du marchand d'art d'origine iranienne Nasser David Khalili, qui vivait là depuis 22 ans.